# 6e cérémonie des Seattle Film Critics Association Awards
La 6e cérémonie des Seattle Film Critics Awards, décernés par la Seattle Film Critics Association, a eu lieu en 2016, et a récompensé les films réalisés dans l'année.

## Palmarès

### Meilleur acteur
- Michael B. Jordan pour le rôle de Adonis « Donnie » Johnson Creed dans Creed : L'Héritage de Rocky Balboa[1]

### Meilleur acteur dans un second rôle
- Sylvester Stallone pour le rôle de Rocky Balboa dans Creed : L'Héritage de Rocky Balboa[1]

### Meilleure musique, chanson originale
- Creed : L'Héritage de Rocky Balboa – Ludwig Göransson et Tessa Thompson[1]

### Meilleurs effets visuels
- Jurassic World – Tim Alexander, Glen McIntosh, Michael Meinardus et Tony Plett